# Малиновка (Чугуевский район)
Мали́новка (укр. Малинівка) — посёлок в Чугуевском районе Харьковской области Украины. Является административным центром Малиновского поселкового совета, в который не входят другие населённые пункты.

## Географическое положение
Посёлок городского типа Малиновка находится в устье Сосновой балки на расстоянии 5 км от Чугуева и в полутора км от левого берега реки Северский Донец, выше по течению на расстоянии в 2 км расположено село Клугино-Башкировка, на противоположном берегу — город Чугуев.
К посёлку примыкает лесной массив (сосна).

## История
- Слобода Малиновка была основана в 1652 году[6].
- На протяжении всего XVIII века Малинова(я) слобода[7] была войсковой слободой, затем с начала XIX века — военным поселением. Входила в Чугуевский округ военных поселений.
- Население в 1779 году, согласно «Ведомости, исъ какихъ именно городовъ и уездовъ Харьковское наместничество составлено и сколько было въ нихъ душъ на 1779 годъ», было довольно большим: 858 «войсковых обывателей» и 2 «владельческих подданных» (учитывались только мужчины; женщин не считали, так как они не платили налогов)[7]. Малиновка в том году была шестым по количеству населения населённым пунктом Чугуевского уезда за исключением самого Чугуева, уступая только войсковым слободам Печенеги (3601), Змиёв (2124), Мохнач (1310), Мартовая (1191) и местечку Хотомля (1197)[7].
- В середине XIX века в Малиновке были церковь, 12 ветряных мельниц, учебное воинское поле, артиллерийский учебный вал, лес урочище Малиновский бор[8].
- В 1924 году ТСОЗом на твёрдые деньги в Эсхаре была построена на Донце гидроэлектростанция Харьковская ГЭС-1 с генератором переменного тока мощностью 500 кВт и напряжением 230 В. Электричество от станции напряжением три киловольта с помощью повышающего трансформатора передавалось для питания в том числе Чугуева и Малиновки. Во время ВОВ, поскольку по Донцу проходила линия фронта, данная ГЭС была разрушена.
- В 1938 году селу был присвоен статус посёлок городского типа.
- В 1940 году в Малиновке было 1708 дворов, православная церковь, кирпичный завод, водокачка, военный лагерь, учебное поле и сельсовет[9].
- Во время немецкой оккупации тут находился Малиновский лагерь военнопленных, в котором были расстреляны 155 красноамейцев и 860 умерли от голода. В 1943 году немцы при отступлении уничтожили всё оставшееся взрослое мужское население посёлка.
- В годы Великой Отечественной войны более трёх тысяч жителей посёлка воевали на фронтах в рядах Советской армии; из них погибли 2000 воинов; более 800 были награждены орденами и медалями СССР[6].
- В 1966 году население посёлка составляло 8100 человек; в посёлке имелось две школы и клуб на 400 мест, работало отделение совхоза «Репинский», названного в честь выдающегося русского художника Ильи Репина.
- В 1974 году крупнейшим предприятием посёлка являлось хозяйство по откорму крупного рогатого скота[5].
- В 1976 году в Малиновке насчитывалось 2300 дворов, население составляло 7500 человек[6].
- В январе 1989 года численность населения составляла 7513 человек[10]
- В 1992 году в посёлке действовали аптека, амбулатория, отделение связи, Малиновский торг, поселковый Совет, средняя и восьмилетняя школы,[11] филиал завода имени Малышева, танковый полигон.
- На 1 января 2013 года население — 7511 человек[12].

## Экономика
- Филиал завода имени Малышева (построен в 1980-е). Фактически не работает.
- Завод металлической упаковки (ЗАО "KGS&Co, пробковый, открыт 13 августа 2003).
- Ликероводочный завод «PRIME». Архивировано из оригинала 22 мая 2009 года. (открыт 28 октября 2006).
- OOO «Малиновский стеклозавод».
- Завод по производству биокормов «Бикорм».

## Транспорт
В 5 км от посёлка находится железнодорожная станция Малиновка на линии Харьков — Купянск.
Через посёлок проходят автомобильные дороги М-03 и Р-07.

## Объекты социальной сферы
- Детский сад.
- Школа — 2 шт.
- Дом культуры.
- Поликлиника.

## Достопримечательности
- Лесной заказник «Урочище Малиновская лесная дача».
- Три ставка и пруд.
- Танковый испытательный полигон.

## Памятники
В послевоенные годы в посёлке были установлены памятник Воину-освободителю и памятник Тарасу Шевченко.
В 2013 году в рамках фестиваля «Свадьба в Малиновке» в посёлке был установлен памятник одному из персонажей одноимённого фильма.
По мнению украинского киноведа В. Н. Миславского, некоторые натурные съёмки фильма проводились именно в посёлке Малиновка Чугуевского района, хотя по более распространённой версии это происходило в Малиновке Глобинского района Полтавской области, а сам фильм снимался в нескольких сёлах Лубенского района Полтавской области.

## Религия
- Церковь Михаила Архангела (православная).
- Филиал Церкви христиан веры евангельской Украины.